# Zołotary
Zołotary (biał. Залатары, Załatary; ros. Золотари, Zołotari) – wieś na Białorusi, w obwodzie mińskim, w rejonie dzierżyńskim, w sielsowiecie Putczyna, nad Wołmą.

## Historia
W XIX i w początkach XX w. położone były w Rosji, w guberni mińskiej, w powiecie mińskim.
W dwudziestoleciu międzywojennym leżały w Polsce, w województwie nowogródzkim, w powiecie wołożyńskim, w gminie Wołma, w pobliżu granicy ze Związkiem Sowieckim. W 1921 miejscowość liczyła 112 mieszkańców, zamieszkałych w 15 budynkach, wyłącznie Polaków. 108 mieszkańców było wyznania rzymskokatolickiego i 4 prawosławnego.
Po II wojnie światowej w granicach Związku Sowieckiego. Od 1991 w niepodległej Białorusi.